# Seznam španskih košarkarjev
Seznam španskih košarkarjev.

## A
- Álex Abrines
- Pablo Aguilar

## B
- Wayne Brabender

## C
- José Calderón
- Victor Claver
- Juan Antonio Corbalán

## D
- Roberto Dueñas

## E
- Fernando San Emeterio
- Juan Antonio San Epifanio

## F
- Rudy Fernández

## G
- Germán Gabriel
- Jorge Garbajosa
- Usman Garuba
- Marc Gasol
- Pau Gasol

## H
- Juan Hernangómez
- Willy Hernangómez
- Alberto Herreros

## I
- Serge Ibaka

## J
- Andrés Jiménez

## L
- Raúl López
- Sergio Llull

## M
- Josep Maria Margall
- Álex Mumbrú

## N
- Juan Carlos Navarro

## O
- Juan Antonio Orenga
- Pierre Oriola

## R
- Xavi Rey
- Felipe Reyes
- Emiliano Rodríguez
- Sergio Rodríguez
- Ricky Rubio

## S
- Joan Sastre

## V
- Fran Vázquez
- Guillem Vives

]